# An Old Time Christmas
An Old Time Christmas släpptes den 1989, och är ett studioalbum av Randy Travis.

## Låtlista
1. "Old Time Christmas" (Stewart Harris) - 3:13
2. "Winter Wonderland" (Felix Bernard, Dick Smith) - 2:22
3. "Meet Me Under The Mistletoe" (Joe Collins, Mark Irwin, Betsy Jackson) - 2:43
4. "White Christmas Makes Me Blue" (Rich Grissom, Neil Patton Rogers) - 3:25
5. "Santa Claus Is Coming to Town" (J. Fred Coots, Haven Gillespie) - 2:05
6. "God Rest Ye Merry Gentlemen" (Traditional) - 2:45
7. "Pretty Paper" (Willie Nelson) - 2:38
8. "Oh, What A Silent Night" (Mark Collie, Kathy Louvin) - 2:32
9. "How Do I Wrap My Heart Up For Christmas" (Paul Overstreet, Randy Travis) - 2:47
10. "The Christmas Song" (Mel Tormé, Robert Wells) - 3:16

## Medverkande
- Baillie & The Boys - bakgrundssång
- Eddie Bayers - trummor
- Dennis Burnside - piano
- Larry Byrom - akustisk gitarr
- Mark Casstevens - akustisk gitarr
- Jerry Douglas - Dobro
- Béla Fleck - banjo
- Paul Franklin - pedabro
- Steve Gibson - akustisk gitarr, elgitarr
- Doyle Grisham - steel guitar
- David Hungate - basgitarr
- Teddy Irwin - akustisk gitarr
- Shane Keister - piano
- Kyle Lehning - piano
- Dennis Locorriere - bakgrundssång
- Larrie Londin - trummor
- Brent Mason - akustisk gitarr, elgitarr
- Terry McMillan - munspel, slagverk
- Mark O'Connor - fiol
- Billy Puett - klarinett, bassklarinett
- Dennis Sollee - klarinett
- Randy Travis - sång, akustisk gitarr
- Jack Williams - basgitarr

## Listplaceringar
| Lista (1989)                     | Topplacering |
| -------------------------------- | ------------ |
| Kanada, RPM Country Albums       | 1            |
| Kanada, RPM Top Albums           | 14           |
| US, Billboard Top Country Albums | 1            |
| US, Billboard 200                | 35           |

### Fotnoter
1. ↑  ”Review by Brian Mansfield” (på engelska). Allmusic. 11 mars 1989. http://www.allmusic.com/album/an-old-time-christmas-mw0000201809. Läst 12 december 2014.
2. ↑  Robert Christgau (11 mars 1989). ”CG: Randy Travis” (på engelska). Robert Christgaus webbplats. http://www.robertchristgau.com/get_artist.php?name=randy+travis. Läst 12 december 2014.